# Kaepung
Kaep'ung là một huyện ở tỉnh Hwanghae Bắc, Bắc Triều Tiên. Trước đây thuộc khu vực đô thị Kaesong, huyện được sáp nhập với Bắc Hwanghae khi Kaesong bị hạ cấp năm 2003. Có các một vua Kongmin và Wanggon ở đây.

## Divisions
Huyện được chia thành một thị trấn (ŭp) và 18 'ri' (làng).
| - Kaep'ung-up (개풍읍/開豊邑) - Muksan-ri (묵산리/默山里) - Yŏngrŭng-ri (연릉리/煙陵里) - Haeson-ri (해선리/解線里) - Konam-ri (고남리/古南里) - Kwangdap-ri (광답리/廣沓里) - Osan-ri (오산리/五山里) - Muksong-ri (묵송리/默松里) - Yŏngang-ri (연강리/延江里) - Sinso-ri (신서리/新西里) | - Samsŏng-ri (삼성리/三成里) - Namp'o-ri (남포리/南浦里) - Singwang-ri (신광리/新光里) - Kwangsu-ri (광수리/光水里) - Ryongsan-ri (룡산리/龍山里) - Sinsong-ri (신성리/新聖里) - P'ungdŏk-ri (풍덕리/豊德里) - Haep'yŏng-ri (해평리/海坪里) - Ryŏhyŏn-ri (려현리/礪峴里) |